# Ariel de Oro
Der Ariel de Oro (spanisch, übersetzt in etwa: „Goldener Ariel“) ist die höchste Auszeichnung der mexikanischen Filmbranche für Individuen und Institutionen, die sich um den Film in Mexiko verdient gemacht haben. Er wird seit 1986 von der Academia Mexicana de Artes y Ciencias Cinematográficas während der Verleihung der Premio Ariel vergeben. 1988 bis 1990 wurde der Preis nicht verliehen. Anlässlich der 50. Verleihung der „Premio Ariel“ im Jahr 2008 wurden 15 Persönlichkeiten gemeinsam mit einem „Ariel de Oro“ bedacht. Vor der Einführung des „Ariel de Oro“ wurde – bis inklusive 1988 – beim „Premio Ariel“ ein „Premio Especial“ für Verdienste um die mexikanischen Filmbranche verliehen. 

## Liste der Preisträger
- 1986: María Félix
- 1987: Gabriel Figueroa, Cantinflas
- 1988–1990: nicht vergeben
- 1991: Alejandro Galindo, La sombra del caudillo, Raúl de Anda
- 1992: Fernando de Fuentes, Ismael Rodríguez
- 1993: Marga López, Miguel Zacarías
- 1994: Adalberto Martínez, Gregorio Walerstein
- 1995: Manuel Esperón
- 1996: Raúl Lavista
- 1997: Antonio Aguilar, Katy Jurado, Roberto Cañedo
- 1998: Janet Alcoriza, Rafael Leal Díaz
- 1999: Lilia Prado, Walter Reuter
- 2000: Gunther Gerzso Wendland, Libertad Lamarque
- 2001: Lupita Tovar, Rubén Gámez
- 2002: Emilio Carballido, Emilio García Riera
- 2003: Elsa Aguirre, Filmoteca de la UNAM
- 2004: Estudios Cherubusco Azteca, Gloria Schoemann
- 2005: Carmen Montejo, Julio Pliego
- 2006: Centro de Capacitación Cinematográfica, Centro Universitario de Estudios Cinematográficos, Ernesto Alonso
- 2007: Ignacio López Tarso, Rosalío Solano
- 2008: Fernando Morales Ortiz, Silvia Pinal, Adolfo Ramírez, Bertha Chiú, Carlos Horcasitas, Enrique Lechuga, Enrique Morales, Fernando Ramírez, Francisco López Serrano, Heriberto Gutiérrez, Jesús Durán, Juvenal Herrera, Laurencio Cordero, Marcelino Pacheco Guzmán, Salvador Serrano
- 2009: Alejandro Parodi, Fannie Kauffman
- 2010: Cineteca Nacional, Felipe Cazals
- 2011: Ana Ofelia Murguía, Jorge Fons
- 2012: Alfredo Joskowicz, René Ruiz Cerón
- 2013: Columba Domínguez, Mario Almada und Rafael Corkidi
- 2014: Arturo Ripstein, Ernesto Gómez Cruz
- 2015: Bertha Navarro, Miguel Vásquez
- 2016: Rosita Quintana, Paul Leduc
- 2017: Lucero Isaac, Isela Vega
- 2018: Queta Lavat, Toni Kuhn

## Liste der Preisträger des „Premio Especial“ beim „Premio Ariel“
- 1947: Pedro Armendáriz
- 1952: Cantinflas
- 1955: María Greever
- 1956: Benito Alazraki
- 1957: Francisco Gómez
- 1958: Carlos Velo
- 1972: Alexis Grivas, Gustavo Alatriste, Rafael Castañedo, Toni Kuhn
- 1973: Alex Phillips
- 1974: Rogelio Flores
- 1975: Dolores del Río, Gonzalo Gavira
- 1977: Paul Leduc
- 1978: Luis Buñuel, Eduardo Maldonado
- 1979: Carlos Enrique Taboada
- 1980: Juan Bustillo Oro, Rafael Ceballos, Toni Kuhn
- 1981: Alfredo Joskowicz, Douglas Sánchez
- 1983: Celia Ruiz, Emilio Watanabe, Francisco López, Eduardo Maldonado
- 1986: Francisco Gómez
- 1987: Ademar Arau, Armando Belmares Sarabia
- 1988: Luis Mario Quiroz